# Oligonychus tiwakae
Oligonychus tiwakae är en spindeldjursart som beskrevs av Gutierrez 1978. Oligonychus tiwakae ingår i släktet Oligonychus och familjen Tetranychidae. Inga underarter finns listade i Catalogue of Life.